# Ліна Радке
Кароліне Радке-Батшауер (нім. Karoline Radke-Batschauer; нар. 18 жовтня 1903 — пом. 14 лютого 1983) — німецька легкоатлетка, яка спеціалізувалася в бігу на середні дистанції.

## Досягнення
Перша в історії олімпійська чемпіонка з бігу на 800 метрів (1928).
Ексрекордсменка світу з бігу на 800 та 1000 метрів, а також в естафетах 3×800 та 100+100+200+800 метрів (загалом 6 ратифікованих світових рекордів).
Розпочала займатись легкою атлетикою у 1923.
У 1927 одружилася зі своїм тренером та менеджером Георгом Радке.
Завершила спортивну кар'єру в 1934, після чого працювала тренеркою.

## Основні міжнародні виступи
| Рік  | Змагання            | Місто     | Місце | Дисципліна |
| ---- | ------------------- | --------- | ----- | ---------- |
| 1928 | Олімпійські ігри    | Амстердам | 1     | 800 м      |
| 1934 | Світові жіночі ігри | Лондон    | 4     | 800 м      |